# Every Little Thing (álbum)
Every Little Thing —en español: Cada pequeña cosa— es el álbum debut de estudio de la cantante estadounidense de música country Carly Pearce. Fue lanzado el 13 de octubre de 2017 a través de Big Machine Récords.

## Lista de canciones
Listado de canciones adaptado de The Boot.
| N.º | Título                      | Escritor(es)                               | Duración |  |
| 1.  | «Hide the Wine»             | Ashley Gorley, Luke Laird, Hillary Lindsey | 3:28     |  |
| 2.  | «Careless»                  | Carly Pearce, Emily Shackelton             | 3:43     |  |
| 3.  | «Every Little Thing»        | Pearce, Shackelton, busbee                 | 3:01     |  |
| 4.  | «Everybody Gonna Talk»      | Pearce, busbee, Emily Weisband             | 3:09     |  |
| 5.  | «Catch Fire»                | busbee, Natalie Hemby                      | 3:13     |  |
| 6.  | «If My Name Was Whiskey»    | Pearce, busbee, Shane McAnally             | 3:17     |  |
| 7.  | «Color»                     | Pearce, busbee, Laura Veltz                | 2:47     |  |
| 8.  | «I Need a Ride Home»        | Gorley, Lindsey, Matt Jenkins              | 3:32     |  |
| 9.  | «Doin' It Right»            | Pearce, Oscar Charles, Allison Veltz       | 2:46     |  |
| 10. | «Feel Somethin'»            | busbee, Hemby, McAnally                    | 3:26     |  |
| 11. | «You Know Where to Find Me» | Pearce, busbee, Shackelton                 | 3:30     |  |
| 12. | «Honeysuckle»               | busbee, Lindsey, Barry Dean                | 3:19     |  |
| 13. | «Dare Ya»                   | Pearce, A. Veltz, Joe Ginsberg             | 3:32     |  |

## Personal
- Paul Barber – programación
- Busbee – bajo, guitarra de acero, programación, sintetizador
- Joeie Canaday – bajo
- Eric Darken – percusión
- Ian Fitchuk – guitarra eléctrica, órgano, piano, vibráfono
- Bobby Hamrick – voces de fondo
- Wes Hightower – voces de fondo
- Mark Hill – bajo
- Josh Matheny – dobro, guitarra de acero
- Carl Miner – banjo, guitarra acústica, mandolina
- Carly Pearce – voz principal, voz de fondo
- Emily Shackleton – voces de fondo
- Aaron Sterling – batería, percusión
- Russell Terrell – voces de fondo
- Ilya Toshinsky – banjo, bouzouki, guitarra acústica, teclados, mandolina, mellotron, Wurlitzer
- Allison Veltz – voces de fondo
- Laura Veltz – voces de fondo
- Derek Wells – guitarra eléctrica

## Posicionamiento en listas
| Listas (2017)                       | Mejor posición |
| ----------------------------------- | -------------- |
| Canadá (Billboard Canadian Albums)  | 77             |
| Estados Unidos (Billboard 200)      | 32             |
| Estados Unidos (Top Country Albums) | 4              |